# Округ Маршал (Илиноис)
Округ Маршал (енгл. Marshall County) је округ у америчкој савезној држави Илиноис.

## Демографија
По попису из 2010. године број становника је 12.640, што је 540 (-4,1%) становника мање 2000. године.
| Група             | 2000.          | 2010.          |
| Белци             | 12.860 (97,6%) | 12.128 (95,9%) |
| Афроамериканци    | 46 (0,3%)      | 44 (0,3%)      |
| Азијати           | 33 (0,3%)      | 45 (0,4%)      |
| Хиспаноамериканци | 138 (1,0%)     | 314 (2,5%)     |
| Укупно            | 13.180         | 12.640         |